# Mimì Maggio
Domenico Maggio, detto Mimì (Napoli, 2 febbraio 1879 – Roma, 6 giugno 1943), è stato un attore e cantante italiano.

## Biografia
Debutta all'età di 20 anni, al Teatro Rossini di Napoli.
Artista passionale, ricco di fascino e di buone qualità canore, è stato l'interprete preferito dei più importanti autori e dei migliori impresari del Caffè-Concerto d'inizio '900.
Dopo alcune esibizioni al Teatro Rossini, la sua attività lavorativa diventa più intensa, e di conseguenza anche la sua fama.
Nel 1910 fa parte del trio Maggio-Coruzzolo- Ciaramella e nel 1916 mette su una Formazione, dove tra l'altro, milita un giovanissimo Totò.

### Vita privata
Si sposa con Antonietta Gravante, una cabarettista di successo, proveniente da una ricca famiglia. La coppia avrà 16 figli, di cui 7 seguiranno le orme paterne: Icario, Rosalia, Pupella, Dante, Beniamino, Enzo e Margherita. Mimì Maggio morì a Roma, all'età di 64 anni.